# Primera División 1895
In 1895 werd het vierde seizoen gespeeld van de Primera División, de hoogste voetbaldivisie van Argentinië. Lomas AC werd kampioen. 

## Eindstand
| Plaats | Club                 | Wed. | W | G | V | Ptn. |
| ------ | -------------------- | ---- | - | - | - | ---- |
| 1º     | Lomas Athletic       | 10   | 8 | 2 | 0 | 18   |
| 2º     | Lomas Academy        | 10   | 6 | 1 | 3 | 13   |
| 3º     | Flores Athletic Club | 10   | 6 | 0 | 4 | 12   |
| 4º     | English High School  | 10   | 3 | 1 | 6 | 7    |
| 5º     | Retiro Athletic      | 10   | 2 | 1 | 7 | 5    |
| 6º     | Quilmes Rovers       | 10   | 2 | 1 | 7 | 5    |

|  | Kampioen |